# Carlos Martí Bufill
Carlos Martí Bufill (Gerona, 6 de julio de 1915-Madrid, 12 de febrero de 2001) fue un abogado español, miembro del Instituto de Cultura Hispánica, una de las personas más influyentes en la colaboración entre España y Latinoamérica en el apartado de los seguros sociales.

## Biografía
Nacido en 1915 en Gerona.
Miembro del Instituto de Cultura Hispánica desde su fundación, fue una de las personas más influyentes en la colaboración entre España y Latinoamérica, al menos en el apartado de los seguros sociales. Fue uno de los mayores expertos en materia de seguros sociales iberoamericanos en la España de la época. Ejerció diversos cargos como jefe adjunto del Servicio Exterior y Cultural del Instituto Nacional de Previsión (INP), secretario general del INP, secretario de la Sección de Estudios Sociales del Seminario de Problemas Hispanoamericanos, vinculado al Instituto de Cultura Hispánica, entre otros. Bufill fue uno de los principales impulsores de la Oficina Iberoamericana de Seguridad Social (OISS). Actuó también como delegado de España en la Asociación Internacional de Seguridad Social en la década de 1960 y su prestigio internacional le condujo a presidir la comisión permanente de esta organización en 1969.
Fue un hombre polifacético, que realizó también una intensa labor publicista de los seguros sociales, tema sobre el que escribió varias obras, como, por ejemplo, La Seguridad Social en los Estados Unidos de América, España y la Seguridad Social hispanoamericana, Presente y futuro del Seguro Social (1948), en el que dedica un capítulo al análisis del seguro social en Hispanoamérica. Esta obra sería el antecedente de su obra de referencia El Seguro Social en Hispanoamérica publicada en 1949.
En 1951 dirigió una misión del OISS a Bolivia que buscaba la cooperación en el tema de los seguros sociales de dicho país.
Bufill permaneció como secretario general del consejo asesor de la OISS durante los siguientes tres congresos iberoamericanos de seguridad social con sedes en Lima (1954), Quito (1958) y Bogotá (1964).
Falleció el 12 de febrero de 2001 en Madrid.

## Obras
- — (1948). La Seguridad Social en los Estados Unidos de América, España y la Seguridad Social hispanoamericana, Presente y futuro del Seguro Social.[1]
- — (1949). El Seguro Social en Hispanoamérica.[1]
- — (1955). Nuevas soluciones al problema migratorio. (prólogo de Alberto Martín Artajo)[4]